# Katrin Garfoot
Katrin Garfoot (Eggenfelden (Beieren), 8 oktober 1981) is een Australische voormalig wielrenster. 

## Biografie
Garfoot is geboren in Eggenfelden en groeide op in München, Duitsland. Ze deed aan zevenkamp en is afgestudeerd op biologie en sportwetenschappen. Op haar 25e verhuisde ze naar Nieuw-Zeeland en in 2008 naar Australië. Ze nam in oktober 2013 de Australische nationaliteit aan.
Ze werd pas op haar 30e, in juni 2012, profwielrenster. Ze won dat jaar de derde etappe en werd tweede in het eindklassement van de "Canberra Women's Tour" en ze werd 22e op het Australische kampioenschap op de weg. In 2013 won ze het Oceanisch kampioenschap op de weg en werd ze vierde in de tijdrit.
In juni 2014 tekende Garfoot bij de Australische ploeg Orica-AIS. Op 31 juli won ze brons in de tijdrit op de Gemenebestspelen 2014 in Glasgow. In september van dat jaar werd ze 11e op het WK tijdrijden in het Spaanse Ponferrada. In 2015 werd ze zevende met haar ploeg Orica-AIS op het WK ploegentijdrit in het Amerikaanse Richmond en vierde in de individuele tijdrit, op 9 seconden achter winnares Linda Villumsen.

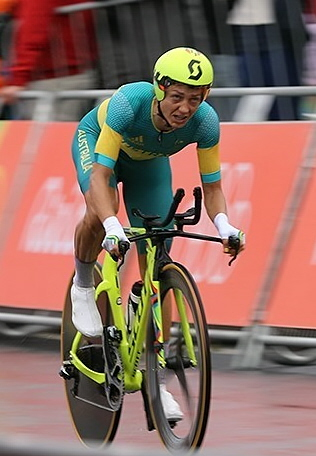
Garfoot in de Olympische tijdrit.

In 2016 werd ze Australisch en Oceanisch kampioene tijdrijden en won ze het eindklassement van de Women's Tour Down Under. Garfoot kwam uit voor Australië op de Olympische Zomerspelen 2016 in Rio de Janeiro; ze reed de wegrit niet uit, maar werd wel negende in de tijdrit, op ruim één minuut van winnares Kristin Armstrong. Een maand later won ze de tijdrit Chrono Champenois en weer een maand later won ze brons op het WK tijdrijden in Doha (Qatar), op slechts acht seconden achter Amber Neben.

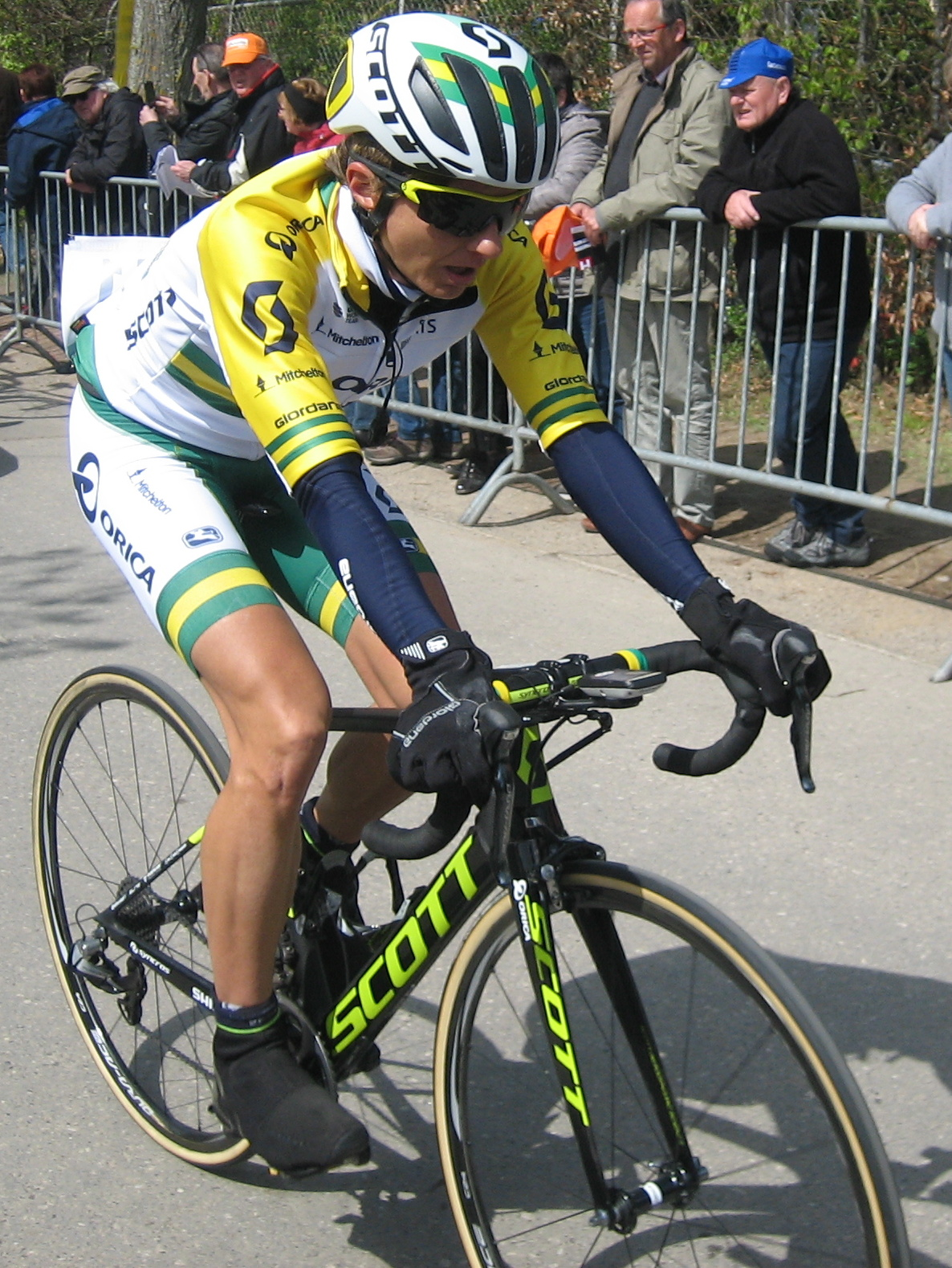
Garfoot in de Waalse Pijl 2017.

In januari 2017 werd ze nationaal kampioene zowel op de weg als in de tijdrit. In het voorjaar behaalde ze top-10 plaatsen in Strade Bianche en Waalse Pijl en in mei won ze de derde etappe in de Baskische rittenkoers Emakumeen Bira. Tijdens de Wereldkampioenschappen wielrennen 2017 in Bergen won ze brons in de tijdrit en zilver in de wegrit. Eind 2017 maakte ze bekend te stoppen met wielrennen na de Gemenebestspelen 2018 in Gold Coast, aan de oostkust van Australië, waar ze goud veroverde in de tijdrit door uittredend kampioene Linda Villumsen te verslaan met bijna één minuut.

## Erelijst
2012
3e etappe Canberra Women's Tour
2013
 Oceanisch kampioen op de weg
2014
 Bergklassement Tour of Zhoushan Island
 Tijdrit Commonwealth Games in Glasgow
 Australisch kampioenschap op de weg
 Chrono Champenois - Trophée Européen
2015
 Oceanisch kampioen tijdrijden
 Oceanisch kampioen op de weg
3e etappe Women's Tour of New Zealand
2016
 Australisch kampioen tijdrijden
 Eindklassement Santos Women's Tour Down Under
 Oceanisch kampioen tijdrijden
Chrono Champenois
 WK Tijdrijden
2017
 Australisch kampioen op de weg
 Australisch kampioen tijdrijden
3e etappe Emakumeen Bira
 WK Tijdrijden
2018
 Tijdrit Commonwealth Games in Gold Coast
 Australisch kampioen tijdrijden
Puntenklassement Santos Women's Tour Down Under
2e etappe Women's Tour Down Under

### Uitslagen in klassiekers en WK
| Jaar | Amstel Gold Race | Luik-Bast.‑Luik | Waalse Pijl | WK tijdrijden |  | WK op de weg |  | Wereldranglijsten |
| ---- | ---------------- | --------------- | ----------- | ------------- |  | ------------ |  | ----------------- |
| 2012 |                  |                 |             |               |  |              |  |                   |
| 2013 |                  |                 |             |               |  |              |  |                   |
| 2014 |                  |                 | 16e         | 11e           |  | 48e          |  | 47e (UWT)         |
| 2015 |                  |                 | 31e         | 4e            |  | 29e          |  | 27e (UWT)         |
| 2016 |                  |                 | 8e          | Brons         |  | 51e          |  | 17e (UWT)         |
| 2017 | opgave           | 26e             | 9e          | Brons         |  | ↑            |  |                   |